# Pedro Malpica
Pedro R. Malpica Hernández es un compositor clásico y profesor peruano.

## Biografía
Estudió en el Conservatorio de Puerto Rico con Alfonso Fuentes donde obtuvo un bachillerato en música, luego en la Universidad de Boston con Theodore Antoniou y Lukas Foss, donde obtuvo su Maestría en Composición, en The Juilliard School con Christopher Rouse, donde obtuvo su diploma de Postgrado en Composición, y actualmente es estudiante de David Del Tredici en composición y Joseph Straus en teoría musical en el Graduate Center de Nueva York, donde sigue sus estudios de doctorado (PhD en Composición). 
Entre sus reconocimientos están:
- Una beca así como una posición de instructor asistente de la Universidad de Boston (2001-2004).
- La beca Roberto I. Ferdman de Pro Arte Musical en 2001.
- La beca Piser de The Juilliard School en 2004
- Recientemente la beca UNESCO-Aschberg 2005/2006 Bursaries for Artists Programme, la cual le permitirá una residencia en el Virginia Center for the Creative Arts durante 2006.

En 2003 Malpica fue elegido miembro de Pi Kappa Lambda, la Sociedad Nacional Honoraria de Música de los Estados Unidos. 
Entre sus comisiones recientes hay obras para música de cámara y solistas como ALEA III, la fagotista Jane Underhill, el percusionista Alex Lipowski, The Ikarus Chamber Players así como de Boston University Productions.
Su música ha sido interpretada en importantes salas como el Tsai Performance Center de Boston, Alice Tully Hall del Lincoln Center de Nueva York, Paine Hall de la Universidad de Harvard, The Juilliard School, el Oberlin Conservatory, la [
Universidad de Carolina del Norte y en Perú, Puerto Rico, Canadá, México, y Grecia. 
Malpica es miembro fundador de áltaVoz, un consorcio de compositores latinoamericanos dedicado a la difusión de expresiones artísticas contemporáneas. También es miembro del Círculo de Composición Peruano (CIRCOMPER).

## Obras

### Obras para instrumento solo
- To Villalobos (1994) para guitarra.
- Jugando por el Caribe (2000) para guitarra.
- One,two, three, four, five (2001) para violín.
- Te Toco y Me Fugo (2001-2002) para piano
- Pachamama's Catharsis (2002-2004) para chelo.
- Exabruptos 3 (2005) para fagot.

### Música de cámara
- Canción del Sur (1999-2000) para soprano y piano.
- Micro-coros (2000-en desarrollo) para coro mixto.
- String Quartet for solo Percussion (2001-en desarrollo) para cuarteto de cuerda y percusión.
- Sombra de lo que ves (2001-2002) para mezzosoprano, chelo y percusión.
- Con cuidado, pero con alegría (2003-en desarrollo) para cuarteto de trombones.
- Luz (2003) para soprano y piano.
- Pácalin (2003) para violín, flauta, chelo y percusión.
- Exabruptos 1 (2004-2005) para clarinete y percusión.
- Exabruptos 2 (2005) para conjunto.
- Exabruptos 4 (2005/2006) para percusión y corno.
- Tarikapuy 1 (2005/06) para conjunto.
- Tarikapuy 2 (2005/06) para conjunto.

### Música orquestal
- Mi Selva 1 (1999-2001)
- Mi Selva 2 (2002/06)

### Música cinematográfica
- Corto La jaula (1999) de Vance McLean.
- Documental An Invitation to the Tropics (2004) producida por Boston University Productions.